# Împingător dipol

Atracția gravitațională induce o mișcare spre zonele mai dense și, în același timp, repulsia gravitațională împinge materia dintr-o zonă goală, conform modelului „Împingător dipol”. Cercurile mici și liniile lor reprezintă galaxiile și direcțiile deplasărilor lor respective.

Împingătorul dipol (în engleză: Dipole repeller) este o zonă a Universului care exercită o forță de repulsie față de Marele Atractor Shapley.
Împingătorul dipol se află în vecinătatea Căii Lactee și a fost detectat pentru prima dată în 2017. Descoperirea sa a fost anunțată la 30 ianuarie 2017, de către o echipă compusă din oameni de știință ai Comisariatul pentru Energie Atomică și Energii Alternative din Franța, de Universitatea Claude Bernard Lyon I, de Hebrew University of Jerusalem și University of Hawaï. Grupul nostru Local de galaxii se deplasează în raport cu radiația cosmică de fond cu 631 ± 20 km/sec îndeosebi din cauza acestui Împingător dipol.
Împingătorul dipol se poziționează la o distanță de 220 megaparseci (220 Mpc) de Calea Lactee, și coincide cu vidul de densitate galactică.

O altă zonă în partea opusă (din punctul de vedere al Căii Lactee), Atractorul Shapley, creează o forță atractivă asupra mișcării galaxiilor. Această atracție localizată, completată prin poziția Împingătorului dipol, sunt principalii contributori ai anizotropiei dipolare a radiației cosmice de fond.
Acest ansamblu, al Atractorului Shapley cu Împingătorul dipol, acoperă aproape 1,7 miliarde de ani-lumină și constituie, în 2017, cea mai vastă zonă cartografiată a Universului observabil.
Cosmologul Jean-Pierre Petit (fr) a oferit o explicație pentru acest fenomen repetabil folosind modelul Janus (fr) . Prezența maselor negative nedetectabile în centrul decalajului ar produce, de asemenea, efecte negative ale câmpului gravitațional.
Aceeași echipă de cercetători a identificat în septembrie 2017 un al doilea deficiență cu o forță respingătoare: la "Cold Spot Repeller".
Aceste numeroase goluri, care resping materia printr-o forță gravitatională inversă, se numără printre componentele principale ale "Cosmic V-Web".